# Absyrtus paniscoides
Absyrtus paniscoides är en stekelart som först beskrevs av William Harris Ashmead 1896.  Absyrtus paniscoides ingår i släktet Absyrtus och familjen brokparasitsteklar. Inga underarter finns listade i Catalogue of Life.